# Nature Photonics
Nature Photonics est une revue scientifique britannique de physique spécialisée dans les aspects de la recherche en photonique. Nature Photonics est une revue de très haut niveau publiée en anglais une fois par mois depuis janvier 2007 par le Nature Publishing Group.

## Historique
Cette revue publie des articles dans le domaine de la photonique, de l'optoélectronique et des lasers. Il s'agit d'une revue de très haut niveau dont le facteur d'impact en 2010 est de 26.442.